# Fanny Rinne
Fanny Rinne (ur. 15 kwietnia 1980 w Mannheimie) – niemiecka hokeistka na trawie, mistrzyni olimpijska.
Jest rozgrywającą w niemieckim zespole narodowym, wraz z którym zdobyła trzy medale mistrzostw Europy (srebro 1999 i 2005, brąz 2003), złoto halowych mistrzostw Europy i halowych mistrzostw świata oraz przede wszystkim złoto olimpiady w Atenach w 2004. Brała również udział w igrzyskach w Sydney w 2000. W Bundeslidze występuje w zespole TSV Mannheim.
Poza udanymi występami sportowymi rozgłos przyniosła jej w 2004 rozbierana sesja fotograficzna dla magazynu „Playboy”.